# Голов'ятине
Голов'я́тине — село в Україні, у Черкаському районі Черкаської області, у складі Степанківської сільської громади. У селі мешкає 553 людей.

## Історія
Станом на 1885 рік у колишньому власницькому селі Сунківської волості Черкаського повіту Київської губернії мешкало 874 особи, налічувалось 192 дворових господарства, існували православна церква, школа, 2 постоялих будинки, лавка та 4 вітряних млини.

## Населення
Згідно з переписом УРСР 1989 року чисельність наявного населення села становила 624 особи, з яких 262 чоловіки та 362 жінки.
За переписом населення України 2001 року в селі мешкали 553 особи.

### Мовний склад
Рідна мова населення за даними перепису 2001 року:
| Мова       | Чисельність, осіб | Доля     |
| ---------- | ----------------- | -------- |
| Українська | 547               | 98,92 %  |
| Російська  | 6                 | 1,08 %   |
| Разом      | 553               | 100,00 % |